# Idaea sakuraii
Idaea sakuraii är en fjärilsart som beskrevs av Inoue 1963. Idaea sakuraii ingår i släktet Idaea och familjen mätare. Inga underarter finns listade i Catalogue of Life.